# Pleurotomella gibbera
Pleurotomella gibbera é uma espécie de gastrópode do gênero Pleurotomella, pertencente a família Raphitomidae.